# Alfonso Höfer Hombach
Alfonso Höfer Hombach CM (* 12. Mai 1911 in Köln; † 15. Dezember 1989) war ein deutscher Missionar und Geistlicher.

## Leben
Alfonso Höfer Hombach wurde 1911 in Köln geboren. Am 18. Dezember 1937 wurde er für die Lazaristen zum Priester geweiht.
Am 7. Januar 1958 ernannte ihn Papst Johannes XXIII. zum Apostolischen Vikar von Limón und Titularbischof von Thebae Phthiotides. Am 11. April 1958 spendete Gennari Verolina in San José de Costa Rica die Bischofsweihe. Mitkonsekratoren waren Rubén Odio Herrera, Erzbischof von San José de Costa Rica, und Juan Vicente Solís Fernández, Bischof von Alajuela. Er nahm an der zweiten und vierten Sitzungsperiode des zweiten Vatikanischen Konzils als Konzilsvater teil. Am 15. November 1979 legte er sein Amt aus Altersgründen nieder.